# مقاطعة هنري (تينيسي)
مقاطعة هنري (بالإنجليزية: Henry County, Tennessee)‏ هي إحدى مقاطعات ولاية تينيسي في الولايات المتحدة. ، وتبلغ مساحتها 1537 كم2، بلغ عدد سكانها 32330 نسمة في عام 2010 حسب إحصاء مكتب تعداد الولايات المتحدة وتصل الكثافة السكانية فيها 21 نسمة/كم2.

## أعلام
- بنجامين فرانكلين غوردون

## وصلات خارجية
- henryco.com